# Louder Than Love (álbum de TKA)
| Críticas profissionais | Críticas profissionais |
| Avaliações da crítica  | Avaliações da crítica  |
| Fonte                  | Avaliação              |
| ---------------------- | ---------------------- |
| allmusic               | [ 1 ]                  |

Louder Than Love é o segundo álbum de estúdio do trio de freestyle TKA, lançado em 15 de agosto de 1990 pela gravadora Tommy Boy Records. O álbum contém quatro singles, sendo que três entraram na Billboard Hot 100. 
A canção "You Are the One", foi originalmente lançada como single em 1989 para promover o filme Meu Mestre, Minha Vida, já que a canção faz parte da trilha sonora. A canção chegou a posição #91 na Billboard Hot 100.

## Singles
"I Won't Give Up on You" chegou a posição #65 na Billboard Hot 100, #15 na Hot Dance Club Songs (Estados Unidos)  e #24 na Hot Dance Singles Sales (Estados Unidos) .
"Crash (Have Some Fun)" chegou a posição #80 na Billboard Hot 100, #7 na Hot Dance Club Songs, #10 na Hot Dance Singles Sales e #69 na Cash Box Top 100 Pop Singles.
"Give Your Love to Me" chegou a posição #37 na Hot Dance Singles Sales.
"Louder Than Love" chegou a posição #62 na Billboard Hot 100 e #42 na Billboard Radio Songs.

## Faixas
| N.º | Título                                                       | Duração |  |
| 1.  | "I Won't Give Up on You"                                     | 4:44    |  |
| 2.  | "Are You for Real" (originalmente lançada por Eumir Deodato) | 5:09    |  |
| 3.  | "Something in My Heart"                                      | 4:41    |  |
| 4.  | "Anyone in Love"                                             | 3:59    |  |
| 5.  | "Crash (Have Some Fun)" (participação de Michelle Visage)    | 4:14    |  |
| 6.  | "You Are the One"                                            | 4:08    |  |
| 7.  | "The Way It Used to Be"                                      | 3:53    |  |
| 8.  | "Give Your Love to Me"                                       | 4:15    |  |
| 9.  | "I Can't Help It"                                            | 4:14    |  |
| 10. | "Louder Than Love"                                           | 5:18    |  |

Faixa Bônus
| N.º | Título                                          | Duração |  |
| 11. | "I Won't Give Up on You" (Alternative Bass Mix) | 7:21    |  |

## Desempenho
| Parada musical (1990/1991)                         | Melhor posição |
| -------------------------------------------------- | -------------- |
| Estados Unidos (Top Heatseekers - Middle Atlantic) | 5              |
| Estados Unidos (Top Heatseekers - Northeast)       | 9              |